# (5553) Chodas
(5553) Chodas (1984 CM1) – planetoida z grupy pasa głównego asteroid okrążająca Słońce w ciągu 4,53 lat w średniej odległości 2,74 j.a. Odkryta 6 lutego 1984 roku.